# C. Jul. Herbertz

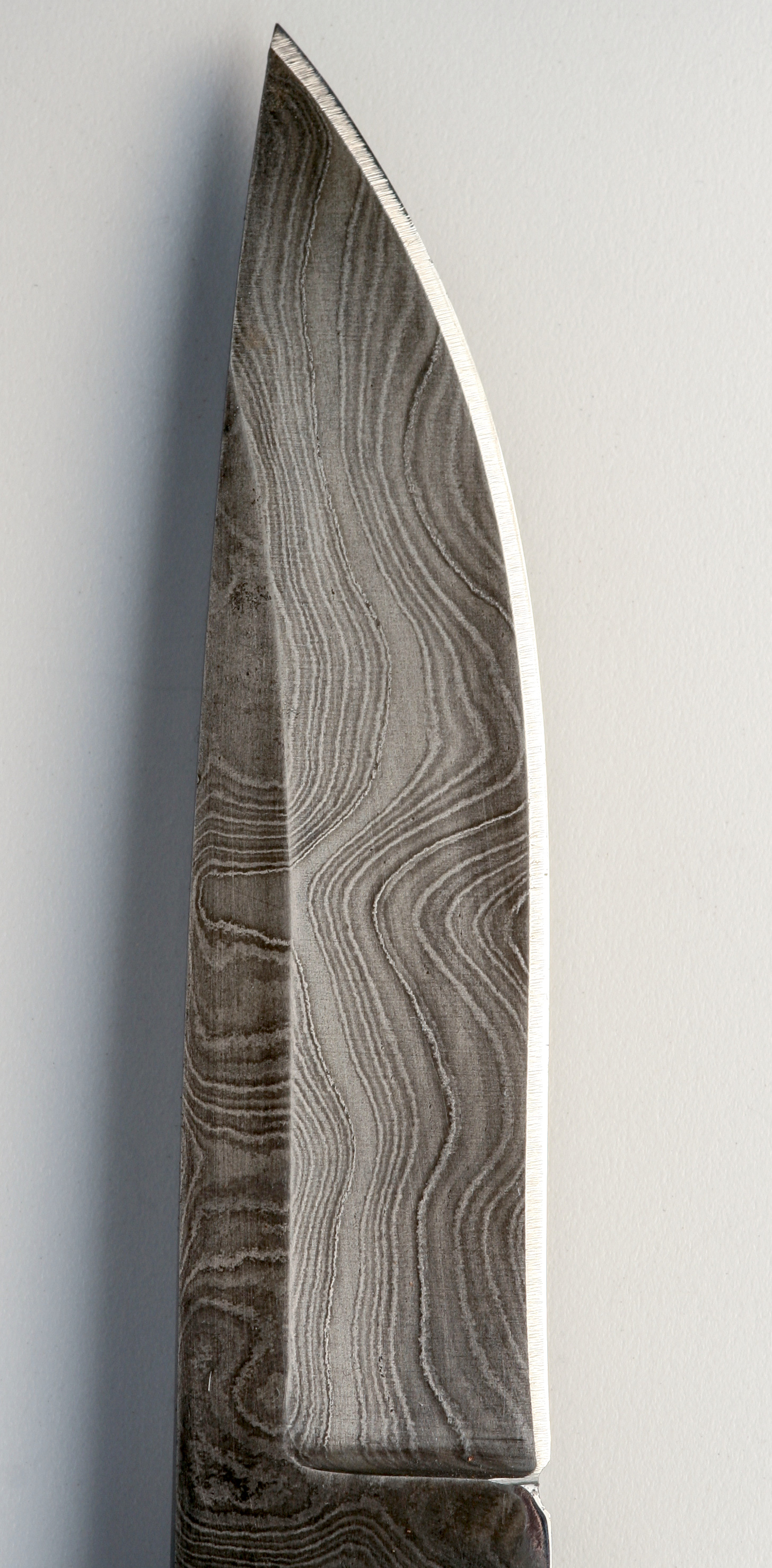
Damaszener Stahlklinge von Herbertz

C. Jul. Herbertz GmbH ist ein Großhändler von Messern mit Sitz in Solingen.
Das Unternehmen wurde am 16. Dezember 1992 beim Amtsgericht Wuppertal registriert, beruft sich jedoch auf eine Unternehmenstradition seit 1868. Das Unternehmen, das europaweit zu den führenden Anbietern zählt, ist vor allem für seine Jagd-, Taschen- und Sammlermesser bekannt.

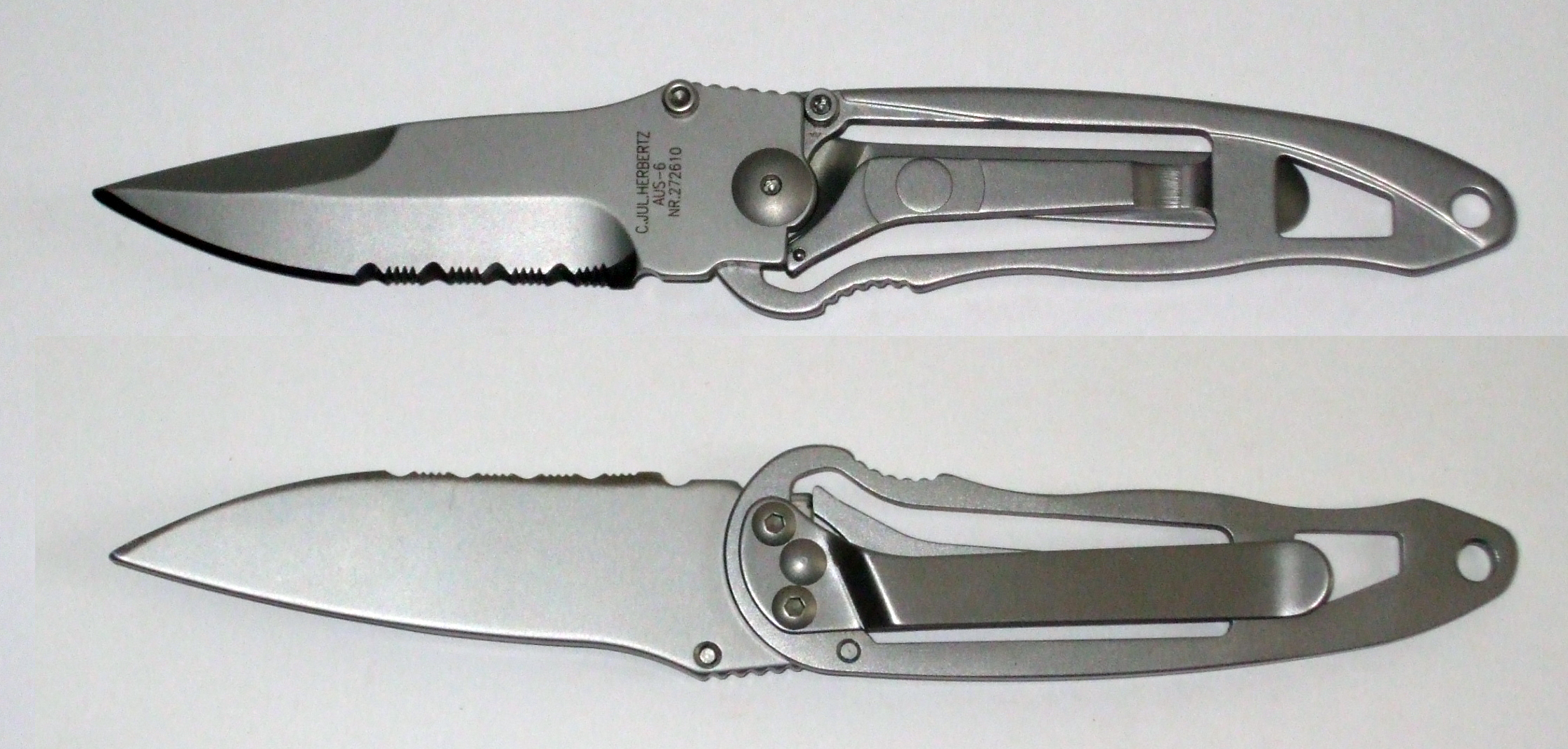
Skelettmesser von Herbertz

Zu den Waren des Großhändlers gehören außerdem Einhandmesser, Outdoormesser, Berufs- und Freizeitmesser, Multitools und Küchenmesser. Weiterhin hat das Unternehmen die alleinigen Vertriebsrechte anderer Marken für Deutschland und Europa. Neben dem traditionellen Messergeschäft hat Herbertz sein Sortiment um die Bereiche Sport- und Freizeitartikel (etwa Armbrüste, Jagd- und Angel-Zubehör, Darts- und Billard-Artikel etc.) erweitert. Die Firma hat den Branchencode: 46.49.5, der für „Großhandel mit nicht elektrischen Haushaltsgeräten, Haushaltswaren aus Metall sowie sonstigen Gebrauchs- und Verbrauchsgütern a. n. g.“ steht.
Nachdem das Unternehmen im Dezember 2024 ein Insolvenzverfahren in Eigenverwaltung eingeleitet hatte, wurde die Übernahme durch die Düsseldorfer The Platform Group AG (TPG) im März 2025 offiziell bestätigt.